# جيمس كامبل (رجل أعمال)
جيمس كامبل (بالإنجليزية: James Campbell)‏ هو شخصية أعمال أمريكي، ولد في 4 فبراير 1826 في ديري في المملكة المتحدة، وتوفي في 21 أبريل 1900 في هونولولو في الولايات المتحدة.